# Kanton Virieu
Kanton Virieu (fr. Canton de Virieu) je francouzský kanton v departementu Isère v regionu Rhône-Alpes. Skládá se ze 14 obcí.

## Obce kantonu
- Bilieu
- Blandin
- Charavines
- Chassignieu
- Chélieu
- Doissin
- Montrevel
- Oyeu
- Panissage
- Le Passage
- Le Pin
- Saint-Ondras
- Valencogne
- Virieu